# رونالد جونکر
رونالد جونکر (انگلیسی: Ronald Jonker؛ زادهٔ ۱۴ دسامبر ۱۹۴۴) دوچرخه‌سوار اهل استرالیا است. وی در بازی‌های المپیک تابستانی ۱۹۶۸ شرکت کرده است.